# Sarduri Ier
Sarduri Ier ou Sapur Ier est roi de l'Urartu de 840 à 830 av. J.-C.
C'est à partir de son règne que l'Urartu commence à s'étendre. Il transfère la capitale du royaume à Tushpa (actuel site de Van Kalesi en Turquie orientale) dont il aurait édifié la muraille de la citadelle, d'après une inscription en langue assyrienne qu'il a fait graver sur un des blocs cyclopéens.